# Bolívia nos Jogos Olímpicos de Verão de 1964
A Bolívia competiu nos Jogos Olímpicos de Verão de 1964 em Tóquio, Japão.  Foi a primeira vez em 28 anos que atletas bolivianos competiram nos Jogos de Verão.Eles disputaram o Salto em Altura e a Corrida de 40 metros.